# Hokej na lodzie na Zimowych Igrzyskach Olimpijskich 1992
Wyniki turnieju hokeja na lodzie na Zimowych IO w Albertville.
Turniej olimpijski 1992 jest ostatnim jak do tej pory, w który wystąpiła reprezentacja Polski.

## Medaliści
| Złoto | Srebro | Brąz |
| WNP | Kanada | Czechosłowacja |
| Siergiej Bautin Igor Bołdin Nikołaj Borszczewski Wiaczesław Bucajew Wiaczesław Bykow Nikołaj Chabibulin Jurij Chmylew Andriej Chomutow Aleksiej Gusarow Dmitrij Juszkiewicz Darius Kasparaitis Andriej Kowalenko Aleksiej Kowalow Igor Krawczuk Władimir Małachow Dmitrij Mironow Siergiej Pietrienko Witalij Prochorow Michaił Sztalenkow Andriej Triefiłow Aleksiej Żamnow Siergiej Zubow Aleksiej Żytnik Trenerzy: Wiktor Tichonow Władimir Jurzinow Igor Dmitriew | Dave Archibald Todd Brost Sean Burke Kevin Dahl Curt Giles David Hannan Gordon Hynes Fabian Joseph Joé Juneau Trevor Kidd Patrick Lebeau Chris Lindberg Eric Lindros Kent Manderville Adrien Plavsic Dan Ratushny Sam Saint-Laurent Brad Schlegel Wallace Schreiber Randy Smith David Tippett Brian Tutt Jason Woolley Trenerzy: Dave King, Tom Renney Terry Crisp, Wayne Flemming Dale Hanwood | Patrik Augusta Petr Bříza Jaromír Dragan Leo Gudas Miloslav Hořava Petr Hrbek Otakar Janecký Tomáš Jelínek Drahomír Kadlec Kamil Kašťák Robert Lang Igor Liba Ladislav Lubina František Procházka Petr Rosol Bedřich Ščerban Jiří Šlégr Richard Šmehlík Róbert Švehla Oldřich Svoboda Radek Ťoupal Peter Veselovský Richard Žemlička Trenerzy: Ivan Hlinka Jaroslav Walter |

## Statystyki
Zawodnicy z pola
- Klasyfikacja strzelców –  Nikołaj Borszczewski,  Andriej Chomutow,  Teemu Selänne (ex aequo): 7 goli
- Klasyfikacja asystentów –  Joé Juneau: 9 asyst
- Klasyfikacja kanadyjska –  Joé Juneau: 15 punktów

Bramkarze
- Skuteczność interwencji –  Ray LeBlanc: 94,3%
- Średnia goli straconych na mecz –  Michaił Sztalenkow: 1,64

## Nagrody
Skład gwiazd turnieju
- Bramkarz:  Ray LeBlanc
- Obrońcy:  Dmitrij Mironow,  Igor Krawczuk
- Napastnicy:  Eric Lindros,  Wiaczesław Bykow,  Håkan Loob

## Końcowa klasyfikacja
- 1. WNP
- 2. Kanada
- 3. Czechosłowacja
- 4. Stany Zjednoczone
- 5. Szwecja
- 6. Niemcy
- 7. Finlandia
- 8. Francja
- 9. Norwegia
- 10. Szwajcaria
- 11. Polska
- 12. Włochy